# 三个流浪儿
《三个流浪儿》是意大利儿童文学作家贾尼·罗大里所著的现实主义儿童小说，讲述三个流浪儿如何战胜自我，从不谙世事的孩童成长为大人的故事。

## 概要
《三个流浪儿》把日常生活中的现实场景作为故事背景，并以此为基础进行奇思妙想，以“压迫-反抗-团结-斗争-胜利”为主线，揭露了现实社会的不公平与黑暗，歌颂了积极创造美好生活的底层劳动人民。

## 出版
小说原题Piccoli Vagabondi，中文意为“小流浪儿”。
- Gianni Rodari. . La biblioteca di Gianni Rodari (Einaudi Ragazzi). 2010. ISBN 9788879268271 （意大利语）.
- Gianni Rodari. . Roma: Editori Riuniti. 1981 （意大利语）.

## 中文译本
- 贾尼·罗大里. . 国际安徒生奖作家作品选. 由夏方林翻译 (中国少年儿童出版社). 1984年. CSBN 10056·573.
- 罗大里. . 小图书馆丛书. 由刘风华翻译 (四川少年儿童出版社). 1985年. CSBN 10247·341.
- 罗大里. . 由王勇翻译. 河南少年儿童出版社. 1985年7月. CSBN 10302·47.
- 贾尼·罗大里. . 罗大里经典作品丛书. 由李抱岳翻译 (中国少年儿童出版社). 2013年1月. ISBN 9787514809497.